# Гайбат
Га́йбат, гайба (араб. غيبة‎ — «отсутствие, отлучка») — термин шиитской догматики, обозначающий «скрытое состояние» имама. Представление о «скрытом» имаме и его возвращении зародилось среди шиитов.

## Гайбат в шиитских течениях
Сабаиты отрицали смерть Али ибн Абу Талиба и ожидали его возвращения. Кайсаниты не верили в смерть Мухаммада ибн аль-Ханафии и верили, что он скрывается в некоем месте и появится уже как обещанный спаситель, то есть Махди, чтобы наполнить мир справедливостью. Позже учение о «скрытом состоянии» имама восприняли последователи других шиитских течений (мемаилиты, имамиты и др.). Вера в «скрытое существование» имама и его непременное возвращение стала одним из главных догматов шиитов-имамитов. Оно неразрывно связывает их представления о «сакральном» характере власти, о непрекращающемся «божественном» руководстве общиной с их повседневной практикой.

## Имам Махди
После исчезновения последнего двенадцатого имама (873—74 гг.) учение о «скрытом состоянии» имама приобрело актуальное значение для шиитов-двунадесятников и начался период так называемого «малого сокрытия» (аль-гайба ас-сагира). Исчезнувший имам был провозглашён имамитами «скрытым» имамом и ожидаемым Махди. По мнению шиитов-двунадесятников период «сокрытия» имама должен завершиться появлением ожидаемого Махди, который должен вернуть Алидам их законное право на власть.
Согласно догматике двунадесятников связь со «скрытым» имамом осуществляется через сафиров («посланников»). После смерти четвертого сафира в 940 году начался период «большого сокрытия» (аль-гайба аль-кабира), которое продолжается по сей день. В период «большого сокрытия» руководство шиитской общиной взяли на себя духовные авторитеты.